# Pantano de Puentes
Pantano de Puentes är en reservoar i Spanien.   Den ligger i provinsen Murcia och regionen Murcia, i den sydöstra delen av landet, 300 km sydost om huvudstaden Madrid. Pantano de Puentes ligger 451 meter över havet.Omgivningarna runt Pantano de Puentes är i huvudsak ett öppet busklandskap.